# (3518) Florena
(3518) Florena es un asteroide perteneciente al cinturón de asteroides, descubierto el 18 de agosto de 1977 por Nikolái Stepánovich Chernyj desde el Observatorio Astrofísico de Crimea (República de Crimea).

## Designación y nombre
Designado provisionalmente como 1977 QC4. Fue nombrado Florena en honor al filósofo, historiador de arte, matemático y sacerdote Pável Florenski y su hijo Kiril Florenski.